# Cultura Tsangli-Larisa
Tsangli-Larisa (5300-4800 a. C.) fue una cultura del Neolítico en Grecia. El orden arquitectónico vigente durante el período puede clasificarse de la siguiente manera: grandes megarones construidos con madera moldeada (Sitagroi y Dikili Tash) y cimientos de piedra; chimeneas y hornos en el interior de las viviendas; fosos en la mayoría de los yacimientos para protección y/o demarcación (Otzaki, Galini, Makriyialos). El asentamiento de Dispilio-Kastoria fue un asentamiento destacado durante el período y se consideró notable debido a los medios por los que fue erigido: sus edificios fueron construidos sobre estructuras de madera dentro del lago circundante. Los yacimientos tenían poblaciones de unos 100-300 habitantes que enterraban a sus muertos en cementerios organizados (Platia Magoula Zarkou, Soufli Magoula) de tumbas poco profundas con individuos o grupos incinerados; se han identificado evidencias de estratificación social.
La economía se basaba en la agricultura (trigo, cebada, centeno, mijo, avena, arveja, lentejas, guisantes, habas, garbanzos), la ganadería (ovejas, cabras, cerdos, vacas) y el tejido; se producían dos tipos de cerámica: Tsangli (monocroma gris o decorada) y Larisa (negra, pulida y decorada en blanco con motivos lineales).